# Tanúkhides
Els tanúkhides (àrab: التنوخيون, at-tanūẖiyyūn) o la confederació Tanukh (àrab: تنوخ, Tanūẖ) foren una confederació tribal àrab. Primer van exercir l'hegemonia al nord d'Aràbia i sud de Síria al segle iii aC. Inscripcions làkhmides i tanúkhides s'han trobat a Umm al-Jimal a Jordània i a Namara a Síria. Els tanúkhides es van establir a Aràbia, Mesopotàmia i Síria.
La veracitat de les tradicions àrabs sobre aquesta confederació està testimoniada per l'epigrafia sabea, grega, aramea i siríaca i també per Claudi Ptolemeu, si bé es presenten algunes contradiccions sobre els seus inicis.
A Aràbia s'haurien confederat a la regió de Bahrayn, segons una inscripció sabea. Després s'haurien barrejat amb els Azd i els Lakhm.
A Mesopotàmia haurien fundat al-Hira. Al segle iii tenien per sobirà a Jàdhima al-Àbraix. Per enllaços matrimonials es van vincular els Tanukh, els Lakhm i els Azd. A la mort de Jàdhima, al-Hira va esdevenir una vila làkhmida governada per aquesta tribu i la seva nissaga principal, els Nasr, sent el primer rei Amr I ibn Adi (vers 268), nebot de Jàdhima. Al segle vi làkhmides i tanúkhides es van enfrontar i els segons foren derrotats pel rei Qabus ibn Hind (569-577)
A Síria s'hi haurien establert després de ser derrotats pels sassànides i van entrar al servei de Bizanci i foren els seus principals aliats al segle iv. Al-Massudí anomena tres reis: an-Numan, Amr i al-Hawari; a les fonts romanes d'Orient els àrabs apareixen representats en aquesta època per Imru-l-Qays, un làkhmida de sang tanúkhida (+328) i la reina Mavia (vers 370) de filiació tribal desconeguda. Els tanúkhides van restar aliats a l'Imperi Romà d'Orient fins a la conquesta àrab i van combatre pels grecs a Yarmuk i a la contraofensiva d'Homs. Finalment una part es van fer musulmans i altres van restar cristians. Alguns van emigrar a Anatòlia i altres es van quedar als seus assentaments segurament a la regió de Kinnasrin i cristians i musulmans van servir als omeies. Els tanúkhides es van declarar contra Marwan II i van atacar les seves forces a la zona de Qinnasrín. Amb els abbàssides la seva situació va empitjorar i al-Mahdi els va exigir fer-se musulmans (775-785) i al refusar va fer executar al seu cap Layth ibn Mahatta, i llavors es van convertir.
Al segle xi els tanúkhides es va establir a les muntanyes del Líban, a al-Gharb, al sud de Beirut, per orde del governador de Damasc per tal de defensar aquesta ciutat dels croats. Posteriorment es van traslladar allí també tribus qahtanites de l'Hadramaut com els Banu Maan; els tanúkhides van establir la seva supremacia a la regió fins a l'ocupació otomana el 1517. El primer clan tanúkhida que es va instal·lar al Líban cristià fou el dels Banu Buhtur; amb el temps van esdevenir drusos. Van servir al Califat Abbàssida i als aiúbides en el control dels maronites al nord del Líban i oposant-se als romans d'Orient que atacaven a vegades per mar. Després, sota els mamelucs van exercir el govern de la regió que es va desenvolupar sobre tot Beirut (que fou de fet el port de Damasc) i es va contactar comercialment amb Venècia i Gènova. Després de la victòria otomana, els tanúkhides foren suplantats pels Maan, que també van esdevenir després drusos; el seu final fou la massacre al seu propi palau durant una festa de la que eren els hostes.